# Накатани, Тосио
Тосио Накатани — японский продюсер. Заместитель генерального директора и главный продюсер отдела анимации, Global Business Bureau, Nippon Television Network Corporation. Родился в городе Йокогама, префектура Канагава.

## Карьера
Окончил университет Васэда. Будучи студентом, он состоял в экспедиционном клубе и присоединился к Nippon Television в 1992 году, с намерением производить документальные программы.
Дебютировал как аниме-продюсер «Lupin III: Farewell to Nostradamus» в 1994 году.
С тех пор он работал над многими анимационными фильмами производства Nippon Television. С октября 2020 года является генеральным директором контент-бизнеса.

## Личная жизнь
Его хобби — это чтение и караоке, особенно предпочитает «Kabtomushi» Айко. В конце 2014 года во время караоке у него на 15 минут остановилось сердце, и он был госпитализирован. Хотя он утверждает, что ненавидит аниме, он поклоняется карикатуристам Нобуюки Фукумото и Ай Ядзава.

## Работы

### Телевизионное аниме
- В погоне за сокровищами Люпина III Харимао!! — продюсер
- Zukkoke Sannin Gumi — Продюсер
- Yawara! — Планирование, продюсер
- Люпин Iii «Сумерки: Тайна Джемини» — продюсер
- Люпин III Уолсер P38 — продюсер
- Легенда о Берсерке Ветра мечей — продюсер
- Люпин III: Воспоминания о пламени〜ТОКИЙСКИЙ КРИЗИС- — Продюсер
- City Hunter Экстренная прямая трансляция!? Конец головорезов Саехагору — продюсер
- /MONSTER — продюсер (эпизод 11 — эпизод 74)
- お伽子子 (お伽草ニメ)/お伽草子 — Продюсер
- Обман ангела Люпина Iii 〜 Фрагмент сна - это запах убийства- — Продюсер
- 闘伝説伝説アア Акаги 〜Гений, сошедший во тьму- — Продюсер
- Ведущий клуб средней школы Сакуран — продюсер
- НАНА — продюсер
- Sunsami☆Magical Girl Club — продюсер
- Семидневная рапсодия Люпина Iii — продюсер
- ТЕТРАДЬ СМЕРТИ (アニメ) /DEATH NOTE — продюсер
- КЛЕЙМОР — продюсер
- ЗВУКОВОЙ СИГНАЛ — Продюсер
- Люпин Iii: Элизиум тумана — продюсер
- Переписывание ТЕТРАДИ СМЕРТИ: God of Vision — продюсер
- Невзгодяй Кайдзи — продюсер
- Демон-детектив Нейро укуса мозга — продюсер
- RD Brain Laboratory — продюсер
- Secret 〜The Revelation〜 — Продюсер
- Люпин Iii "Сладкая потерянная ночь" 〜 Волшебная лампа - предвестие ночных кошмаров- — Продюсер
- DEATH NOTE Переписать 2 L Преемник — продюсер
- ONE OUTS -WAN NAUTS- — Продюсер
- 匣のの匣 — Продюсер
- First Step New Challenger — Продюсер
- Люпин Iii против детектива Конана — продюсер
- 蒼天航路航路 — Продюсер
- Доставлено вам — Продюсер
- Люпин Iii: Последняя работа — продюсер
- РАДУГА-Ниша Рокубо но Сичин- — продюсер
- Представляем вам 2-й СЕЗОН — Продюсер
- Несчастный негодяй Кайдзи, нарушающий заповеди — Продюсер
- ОХОТНИК×ОХОТНИЦА (аниме 2011 года)/HUNTER×HUNTER — продюсер
- Чихаяфуру — продюсер
- Отпечаток крови Люпина Iii - Вечная Русалка〜 — Продюсер
- ЛЮПИН Третий - Женщина по имени Фудзико Мине- — Продюсер
- Люпин III 東方見録 -Другая страница- — Продюсер
- Тихаяфуру 2 — Продюсер
- Gatchaman Crowd — продюсер
- Первый шаг к росту — Производитель
- Люпин Iii принцесса бриза 〜 Скрытый воздушный город- — Продюсер
- 金色金色のコルダ голубое небо — производитель
- Мир по-прежнему прекрасен — Продюсер
- Sengoku BASARA Judge End — продюсер
- Баракамон — продюсер
- Смех в пасмурную погоду — Продюсер
- Паразитизм/уровень паразитизма